# فرودگاه صحرایی برادفورد
فرودگاه صحرایی برادفورد (به انگلیسی: Bradford Field (North Carolina)) یک فرودگاه خصوصی بهره‌برداری هوایی است که یک باند فرود چمن دارد و طول باند آن ۱۱۷۳ متر است. این فرودگاه در کشور ایالات متحده آمریکا قرار دارد و در ارتفاع ۱۹۸ متری از سطح دریا واقع شده‌است.